# Бабич, Иван (футболист)
Иван Бабич (хорв. Ivan Babić; род. 24 апреля 1984, Загреб) — хорватский футболист, полузащитник.

## Карьера
Воспитанник клуба «Загреб». В его составе он дебютировал в элитной Первой хорватской лиге. В июле 2007 года Бабич переехал в Россию, где заключил контракт с клубом Первого дивизиона «Звезда» (Иркутск). Однако менее, чем через два месяца Бабич был отзаявлен из клуба. Всего за команду он провёл всего две игры. В них хавбек находился на поле 87 минут.
В дальнейшем футболист выступал за ряд хорватских коллективов. На несколько лет футболист уезжал играть в Малайзию. Завершил свою карьеру Бабич в немецком любительском клубе АСКО.

## Достижения
- Бронзовый призёр Чемпионата Хорватии: 2004/05